# Szansa (film 2009)
Szansa (hiszp. Chance) – panamsko-kolumbijski film komediowy w reżyserii Abnera Benaima z 2009 roku. W rolach głównych wystąpiły Rosa Isabel Lorenzo i Aida Morales. W Polsce film można zobaczyć za pośrednictwem kanału HBO.

## Opis fabuły
Film przedstawia i wyśmiewa wady arystokracji w Panamie.
Tona i Paquita pracują jako służące u arystokratycznej rodziny González-Dubois, typowych przedstawicieli panamskiej klasy wyższej. Pracodawcy nie traktują ich jednak w sposób należyty. Od jakiegoś czasu zalegają z wypłatą pensji i nic sobie z tego nie robią. Pewnego dnia gdy rodzina zamierza wybrać się na zakupy do Miami, kobiety postanawiają wziąć sprawy w swoje ręce i odebrać to, co im się należy. Niespodziewanie odkrywają też mroczny sekret pana domu.

## Obsada
- Francisco Gattorno jako Fernando
- Rosa Isabel Lorenzo jako Toña
- Aida Morales jako Paquita
- Maria Alejandra Palacios jako Marivi
- Maria Cristina Palacios jako Marite
- Isabella Santodomingo jako Gloria
- Juan David Valdez Lauri jako Daniel